# فتح الباری

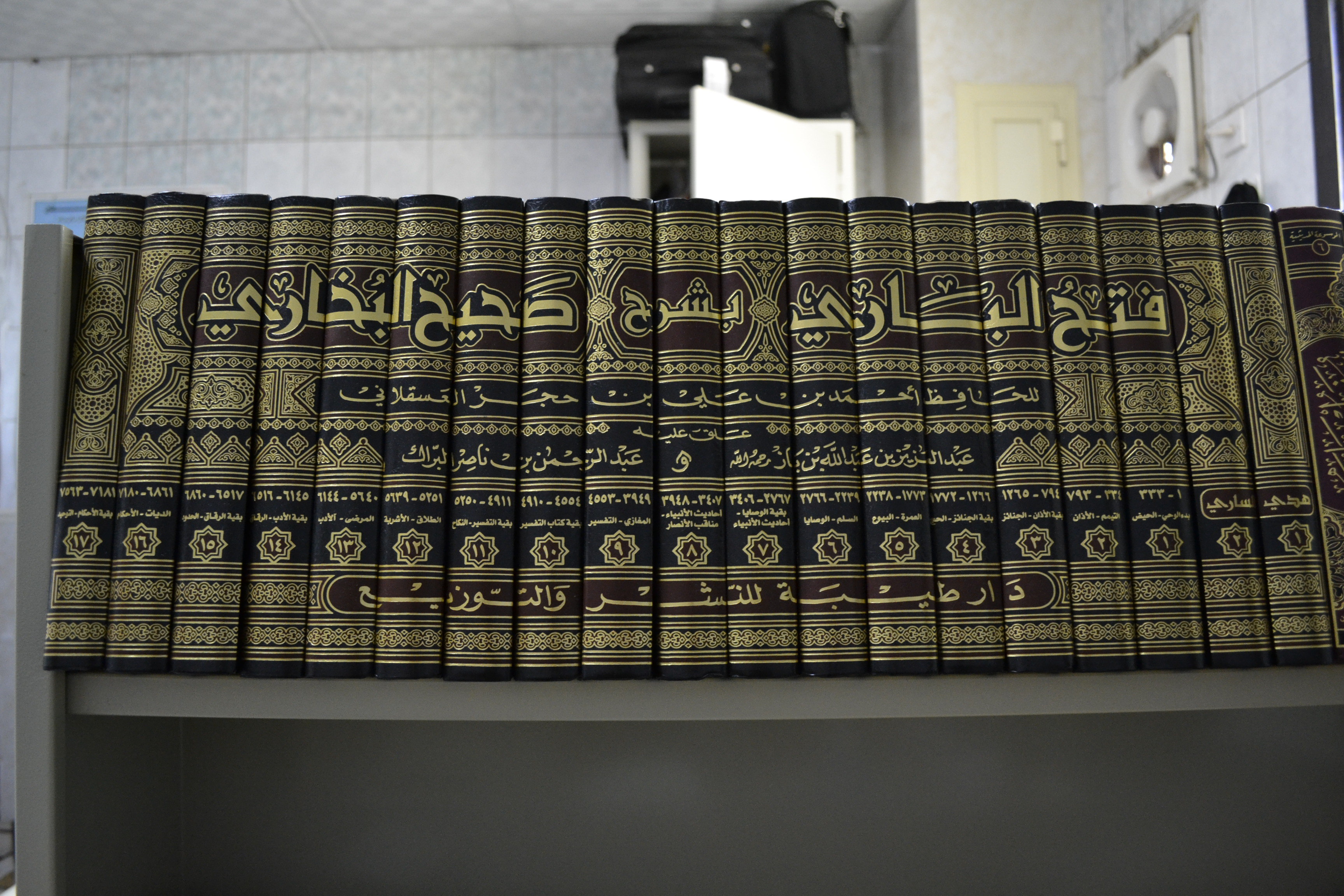
فتح الباری شرح صحیح البخاری اثر ابن حجر عسقلانی

فتح الباری شرح صحیح البخاری اثر ابن حجر عسقلانی از بزرگ‌ترین کتاب‌های تفسیر حدیث است که در شرح صحیح بخاری گردآوری شده‌است. عسقلانی نگارش کتاب را در ۴۴ سالگی و در سال ۸۱۷ هجری آغاز کرد و پس از ۲۵ سال در ۸۴۲ به پایان رساند. این کتاب از بزرگ‌ترین تالیفات عسقلانی است.